# Rhene curta
Rhene curta är en spindelart som beskrevs av Wesolowska, Tomasiewicz 2008. Rhene curta ingår i släktet Rhene och familjen hoppspindlar. Inga underarter finns listade i Catalogue of Life.